# Sextaner
Ein Sextaner ist ein Gymnasialschüler, in Deutschland der fünften, in der Schweiz der siebten Klasse. Er gehört somit als Angehöriger der untersten Jahrgangsstufe zu den jüngsten Schülern eines Gymnasiums.
Die Bezeichnung stammt aus der Reformationszeit, in der die Einteilung und Benennung der Unterrichtsklassen nach römischen Ordinalzahlen allgemein üblich wurde. Man zählte damals von der obersten Klasse der Oberstufe abwärts. Die unterste Klasse, die sexta classis (daraus die Kurzform), war also ursprünglich, wie der lateinische Name besagt, die sechste Klasse. Die zugrunde liegende lateinische Ordinalzahl sextus (sechster) entspricht der lateinischen Kardinalzahl sex für sechs. Ungeachtet zahlloser Umstrukturierungen in den Schulsystemen wurde diese Bezeichnung – wie die entsprechenden Bezeichnungen der anderen Klassen – im deutschsprachigen Raum teilweise bis heute beibehalten.
Ausdrücke wie Im Stile eines Sextaners bezeichnen eine unreife Ausdrucksweise. Bekannt ist auch Sextanerblase für einen Biertrinker, der häufig urinieren muss.